# Juri Igorewitsch Schurawljow
Juri Igorewitsch Schurawljow (russisch Юрий Игоревич Журавлёв; * 29. Juni 1996 in Krasnodar) ist ein russischer Fußballspieler.

## Karriere

### Verein
Schurawljow begann seine Karriere beim FK Kuban Krasnodar. Im September 2015 debütierte er im Cup für die Profis von Kuban. Zu einem Ligaeinsatz sollte er für das Team allerdings zu kommen. Zur Saison 2016/17 rückte er in den Kader der neu geschaffenen zweiten Mannschaft Krasnodars. Für diese kam er in der ersten Spielzeit zu 26 Einsätzen in der Perwenstwo PFL. Nach weiteren 15 Einsätzen in der Hinrunde 2017/18 wechselte er im Januar 2018 zum Amateurklub KubGU Krasnodar.
Zur Saison 2018/19 schloss der Verteidiger sich dem Drittligisten Wolgar Astrachan an. In der Saison 2018/19 absolvierte er 28 Drittligaspiele, in der COVID-bedingt abgebrochenen Spielzeit 2019/20 kam er zu 18 Einsätzen. Mit Wolgar stieg er nach dem Abbruch in die Perwenstwo FNL auf. Nach dem Aufstieg gab er im August 2020 gegen die Reserve des FK Krasnodar sein Zweitligadebüt. In der Saison 2020/21 verpasste er lediglich ein Spiel gesperrt und kam so zu 41 Zweitligaeinsätzen.
Zur Saison 2021/22 wechselte Schurawljow zum Erstligisten FK Ufa. Im Juli 2021 debütierte er dann gegen ZSKA Moskau in der Premjer-Liga. Bis Saisonende absolvierte er 26 Erstligapartien für Ufa, das allerdings aus der höchsten Spielklasse abstieg. Daraufhin wechselte er zur Saison 2022/23 zum vormaligen Ligakonkurrenten Achmat Grosny. Für die Tschetschenen spielte er zwölfmal in der Premjer-Liga.
Bereits im Januar 2023 zog er weiter innerhalb der Liga zu Torpedo Moskau.

### Nationalmannschaft
Schurawljow spielte 2014 viermal im russischen U-18-Team.